# Centro de Estudos Superiores em Civilização Medieval
O Centro de Estudos Superiores em Civilização Medieval (CESCM) é um laboratório de investigação sobre a Idade Média dependente do CNRS e da Universidade de Poitiers. É uma unidade de pesquisa conjunta UMR 7302.
Está estabelecido desde 1953 em Poitiers, no Hôtel Berthelot, edifício E13.
Desde 1958 publica o Cahiers de civilisation médiévale, uma revista trimestral contendo artigos e resenhas de publicações sobre a civilização medieval. Os 192 números publicados antes de 2008 estão disponíveis gratuitamente no Persée (portal).
A lista de artigos e livros publicados pelos membros do laboratório pode ser consultada na plataforma online HAL (Hyper articls en ligne), onde é identificada por uma coleção específica.